# Stadionul Ilie Oană (1937)
Stadionul Ilie Oană – nieistniejący już wielofunkcyjny stadion w Ploeszti, w Rumunii. Istniał w latach 1937–2010. Swoje spotkania rozgrywali na nim piłkarze klubu Petrolul Ploeszti. Obiekt pod koniec swego istnienia mógł pomieścić 6000 widzów, choć wcześniej jego pojemność wynosiła nawet 18 000. W latach 2010–2011 w miejscu starego obiektu powstał nowy stadion o tej samej nazwie, mogący pomieścić ponad 15 000 widzów.
Stadion w Ploeszti został wybudowany w latach 1934–1937 na terenie należącym uprzednio do wojska i służącym do treningów żołnierzy oraz składowania amunicji. Projektantem stadionu był D. Munteanu. Obiekt posiadał nowoczesną na owe czasy betonową, częściowo zadaszoną trybunę główną mogącą pomieścić 5000 widzów. Naprzeciwko niej stanęła mniejsza, drewniana trybuna na 3000 widzów. Ogółem pojemność całego obiektu szacowano wtedy na 12 000 widzów. Inauguracja odbyła się 30 maja 1937 roku, a obiekt otrzymał wówczas nazwę Stadionu Miejskiego im. Króla Karola II. Od 1952 roku na stadionie swoje spotkania rozgrywał klub Petrolul Ploeszti (wówczas pod nazwą Flacăra, w 1956 roku przemianowany na Energia, a od 1957 roku jako Petrolul), a stadion zmienił później nazwę na Stadionul Petrolul. W 1955 roku za łukami stadionu oraz wzdłuż boiska, po stronie gdzie uprzednio stała drewniana trybuna wybudowano nowe, betonowe trybuny, a pojemność wzrosła do 18 000 widzów. 15 czerwca 1985 roku na stadionie zorganizowano jeden z festiwali Cenaclul Flacăra. W trakcie jego trwania nad stadionem przeszła burza i zgasły światła, co spowodowało panikę i masową ucieczkę ludzi ze stadionu. W wyniku ścisku śmierć poniosło sześć osób, a wielu innych zostało rannych. W konsekwencji incydentu organizacja festiwali Cenaclul Flacăra została zakazana. Po 1990 roku stadion został nazwany imieniem Ilie Oany. W 2007 roku zrekonstruowano betonową trybunę główną z 1937 roku. Pod koniec istnienia obiektu pojemność ze względu na zły stan trybun była ograniczona z 14 000 do 6000 widzów. 14 grudnia 2009 roku rozpoczęto rozbiórkę stadionu, zakończoną w 2010 roku. W latach 2010–2011 w miejscu starego obiektu powstała nowa, typowo piłkarska arena na ponad 15 000 widzów. Na starym stadionie dwukrotnie towarzysko zagrała reprezentacja Rumunii, 17 listopada 1966 roku z Polską (4:3) i 6 czerwca 1998 roku z Mołdawią (5:1).